# Primož Ulaga
Primož Ulaga, slovenski smučarski skakalec, * 20. julij 1962, Ljubljana. 
Ulaga je prvi slovenski tekmovalec, ki je uspel zmagati tekmo za Svetovni pokal. Tekmoval je, tedaj še pod jugoslovansko zastavo, med letoma 1980 in 1992. Vsega skupaj je dosegel devet zmag in 23 uvrstitev na zmagovalni oder.

## Življenjepis

### Športna kariera
Prvič je v svetovnem pokalu nastopil v sezoni 1979/80, na zaključku sezone pa je osvojil 3. in 4. mesto v Planici. V naslednji sezoni, 1980/81, je prvič zmagal na tekmi svetovnega pokala, bil je najboljši v  kanadskem Thunder Bayu. Sezoni 1981/82 in 1982/83 sta bili nekoliko slabši.
Po dobri sezoni 1983/84 so ga uvrščalu v krog favoritov za medaljo na olimpijskih igrah v  Sarajevu, kjer pa je razočaral, bil je 57. in trinajsti. V sezoni 1984/85 je razočaral tudi v svetovnem pokalu. Nato je zopet presenetil v naslednji sezoni, skupno je bil šesti. Tudi  1986/87 je nastopal dobro, zmagal je na dveh tekmah, skupno je bil sedmi. Najuspešnejša sezona je bila 1987/88. Na olimpijskih igrah v Calgaryju je z ekipo, ki so jo sestavljali še Miran Tepeš, Matjaž Debelak in Matjaž Zupan, osvojili srebro medaljo, prvo v smučarskih skokih. Na svetovnem prvenstvu v poletih v Oberstdorfu je osvojil 2. mesto, za Norvežanom Fidjestølom in pred Fincem Mattijem Nykänenom. Na zaključku sezone je pzmagal na obeh tekmah v Planici, skupno pa je bil v svetovnem pokalu na 3. mestu. Trinajstletno kariero v svetovnem pokalu je zaključil v sezoni 1991/92.

### Po koncu kariere
Ulaga se je še naprej po koncu športne aktivnosti ukvarjal s športom, in sicer športnim menedžmentom; najprej je bil direktor nordijskih reprezentanc Slovenije, nato nekaj časa tudi nordijski poslovni direktor. Nato je septembra leta 2012 postal predsednik SZS in jo vodil do leta 2015. Aprila 2022 je na sodišču priznal krivdo, da je kot predsednik Smučarske zveze Slovenije od skakalcev in trenerjev zahteval provizijo od osebnih sponzorskih pogodb. Obsojen je bil na pogojno kazen leta in enajst mesecev zapora s triletno preizkusno dobo.

## Dosežki v svetovnem pokalu

### Uvrstitve po sezonah:
| Sezona  | Skupno | Poleti | Novoletna |
| ------- | ------ | ------ | --------- |
| 1979-80 | 32.    | N/A    | 70.       |
| 1980-81 | 16.    | N/A    | 27.       |
| 1981-82 | 36.    | N/A    | 34.       |
| 1982-83 | 18.    | N/A    | 29.       |
| 1983-84 | 6.     | N/A    | 26.       |
| 1984-85 | 34.    | N/A    | 42.       |
| 1985-86 | 6.     | N/A    | 31.       |
| 1986-87 | 7.     | N/A    | 8.        |
| 1987-88 | 3      | N/A    | 31.       |
| 1988-89 | 41.    | N/A    | 33.       |
| 1989-90 | 12.    | N/A    | 13.       |
| 1990-91 | 44.    | –      | 24.       |
| 1991-92 | 4.     | –      | 53.       |

### Zmage (9)
| Št. | Sezona  | Datum             | Prizorišče  | Skakalnica               | Velikost |
| --- | ------- | ----------------- | ----------- | ------------------------ | -------- |
| 1.  | 1980-81 | 21. februar 1981  | Thunder Bay | Big Thunder K89          | Srednja  |
| 2.  | 1982-83 | 27. marec 1983    | Planica     | Bloudkova velikanka K120 | Velika   |
| 3.  | 1983-84 | 17. december 1983 | Lake Placid | MacKenzie Intervale K86  | Srednja  |
| 4.  | 1985-86 | 7. december 1985  | Thunder Bay | Big Thunder K89          | Srednja  |
| 5.  | 1985-86 | 8. december 1985  | Thunder Bay | Big Thunder K120         | Velika   |
| 6.  | 1986-87 | 4. januar 1987    | Innsbruck   | Bergiselschanze K109     | Velika   |
| 7.  | 1986-87 | 25. januar 1987   | Saporo      | Ōkurayama K115           | Velika   |
| 8.  | 1987-88 | 26. marec 1988    | Planica     | Srednja Bloudkova K90    | Srednja  |
| 9.  | 1987-88 | 27. marec 1988    | Planica     | Bloudkova velikanka K120 | Velika   |